# Robert Everaert
Robert Everaert, född 30 mars 1923, död 19 september 1951, var en friidrottare från Belgien. Han deltog vid olympiska sommarspelen 1948.